# Magdalena Gwizdońová
Magdalena Gwizdońová (* 4. srpna 1979) je bývalá polská biatlonistka, narozená v Cieszyně.

## Kariéra
Magdalena Gwizdońová reprezentovala Polsko na zimních olympijských hrách 2006 a 2010. Nejlépe se umístila sedmá v rámci polského štafetového týmu roku 2006. V témže roce se umístila 20. ve sprintu, což bylo její nejlepší individuální umístění, 21. ve stíhacím závodě, 29. v hromadném startu a 33. v jednotlivcích. V roce 2010 skončila na 35. místě ve sprintu, 31. ve stíhacím závodě, 59. v jednotlivcích a 12. v rámci štafety.
Od února 2013 je jejím nejlepším výkonem na Mistrovství světa v biatlonu 6. místo v polském týmu smíšených štafet v roce 2008 a znovu v roce 2009 ve štafetě žen. Její nejlepší individuální výkon je 7. místo ve sprintu z roku 2008.
Od února 2013 skončila Magdalena Gwizdońová ve Světovém poháru v biatlonu šestkrát na stupních vítězů. Zvítězila jednou (ve sprintu v Östersundu v sezóně 2006/07). Její nejlepší celkové umístění ve Světovém poháru v biatlonu bylo 16. místo ze sezóny 2006/07.
Svoji účast ve světovém poháru ukončila v březnu 2022 ve 42 letech závody ve sprintu v estonském Otepää. Startovala v 27 sezonách po sobě, čímž překonala rekord Nora Ole Einara Bjørndalena.

Později závodila ještě v nižší soutěži - IBU Cupu – ale v ní se neprosazovala a v prosinci 2022 oznámila definitivní konec závodní kariéry.

## Pódia Světového poháru
| sezóna  | Umístění     | událost         | Hodnost |
| ------- | ------------ | --------------- | ------- |
| 2002/03 | Ruhpolding   | Smíšená štafeta | bronz   |
| 2004/05 | Holmenkollen | Vytrvalostní    | bronz   |
| 2004/05 | Turín        | Sprint          | stříbro |
| 2006/07 | Östersund    | Sprint          | zlato   |
| 2006/07 | Östersund    | Stíhačka        | bronz   |
| 2006/07 | Hochfilzen   | Sprint          | stříbro |
| 2008/09 | Hochfilzen   | Štafeta         | bronz   |
| 2012/13 | Soči         | Sprint          | zlato   |